# 출중한 여자
《출중한 여자》는 네이버 TV에서 2014년 8월 25일에 공개된 웹드라마이다.

## 등장 인물

### 주요 인물
- 천우희 : 우희 역
- 이주승 : MC주승 역
- 안재홍 : 재홍 역
- 박현우 : 카페 사장 역
- 조정치 : 천관 역
- 이우정 : 우정 역

### 그 외
- 이유진 : 유진 역
- 최배영 : 배영 역
- 최예슬 : 예슬 역
- 박시완 : 닭살 커플 남 역
- 한지예 : 닭살 커플 여 역
- 한정화 : 카페 손님 역
- 김륜형 : 카페 손님 역
- 심혜미 : 타이거HK 애인 역
- 한일규 : 기자1 역
- 박영민 : 기자2 역
- 남상미 : 여자팬1 역
- 한정화 : 여자팬2 역
- 조원희 : 심사위원1 역
- 윤성호 : 심사위원2 역
- 박현진 : 심사위원3 역
- 곽민승 : 미쉐코 경쟁자1, 카페 손님 역
- 정연이 : 미쉐코 경쟁자2, 카페 손님 역
- 성일훈 : 카페 손님 역
- 최혁진 : 카페 손님 역
- 남지영 : 카페 손님 역
- 조다혜 : 카페 손님 역

### 우정출연
- 박혁권 : 타이거HK 역
- 최필립 : 카페 종업원 역
- 조한철 : 카페 종업원 역

## 회차별 부제
| 회차 | 업로드 일자     | 부제                               | 런닝 타임 |
| ---- | --------------- | ---------------------------------- | --------- |
| 1화  | 2014년 8월 25일 | 절친의 고백에 대처하는 우리의 자세 | 11:58     |
| 2화  | 2014년 8월 25일 | 구남친을 추억하는 우리의 자세      | 11:18     |
| 3화  | 2014년 8월 25일 | 스캔들에 대처하는 우리의 자세      | 10:50     |
| 4화  | 2014년 8월 25일 | 기상이변에 대처하는 우리의 자세    | 11:07     |
| 5화  | 2014년 8월 25일 | 모퉁이를 돌 때 우리의 자세         | 16:02     |